# Джон Андерсон
Джон Рой «Джон» Андерсон (англ. John Roy «Jon» Anderson; 25 жовтня 1944, Еккрінгтон, Англія) — вокаліст, гітарист, клавішних, ударник, композитор, автор текстів, продюсер.

## Життєпис

### Ранні роки
Джон Рой Андерсон народився в англійському місті Аккрінгтон в сім'ї з ірландськими і шотландськими коріннями. Батьками Джона були Альберт і Кетлін Андерсон. 1970 року Джон забрав зі свого імені літеру «h», бо завжди мріяв про ім'я Джонатан (Jonathan). Відвідував школу St. John's Infants School в своєму рідному місті і розпочав свою музичну кар'єру у віці 10 років, граючи на пральній дошці в скіффл-групі Little John's Skiffle Group, яка виконувала також пісні Лонні Донегана.
У п'ятнадцять років Джон кинув школу і змінив декілька місць роботи, попробувавши себе як сільськогосподарський працівник, водій вантажівки і продавець молока. Джон також пробував почати футбольну кар'єру в клубі Аккрінгктон Стенлі, але йому відмовили у вступі через його тендітну статуру.

### Початок музичної кар'єри
Свою музичну кар'єру Джон Андерсон розпочав на початку шістдесятих років як фронтмен біт-гурту свого старшого брата Ентоні — The Warriors. Однак попри записаний 1964 року для фірми «Decca» сингл «You Came Along» квартету The Warriors не вдалось утвердити себе на музичному ринку, тому 1967 року Андерсон вирішив розпочати сольну кар'єру під псевдонімом Ганс Христіан Андерсон. Серед записаних ним тоді творів була композиція «Never My Love», яка у виконанні групи Association здобула чималий успіх у США. Цей короткий період у діяльності Андерсона закінчився 1968 року після приєднання Джона до формації Mabel Greer's Toyshop, яка незабаром перейменувалася на Yes.
Попри те, що Yes систематично знищувалась критиками у сімдесятих роках, гурт став одним з найкращих видовищ рок-музики, яке головним чином захоплювала слухачів поєднанням року з елементами класичної музики. Високий, проникливий голос Андерсона досконало доповнював звучання гурту, а також зіграв вирішальну роль і в його сольних роботах. Альбом Андерсона «Ohas Of Sunhillow» був з радістю зустрінутий фанами Yes, коли з'явився на ринку у перший період діяльності цього гурту, однак лише платівка «Short Stories», записана у співпраці з Вангелісом, визначила нову творчість вокаліста.
Андерсон залишив Yes у лютому 1980 року, коли його сингл «І Heart You Now» (з платівки «Short Stories») злетів до британського Тор 10. Записаний наступного року сингл «I'll Find My Way Home» (також з Вангелісом) опинився на шостому місці і підтвердив вірність рішення Андерсона. Вокаліст продовжив сольну діяльність, записуючи альбоми «Song Of Seven» та «Animation», однак найвищий комерційний успіх здобув двома черговими альбомами у співпраці з Вангелісом: «Friends Of Mr. Cairo» та «Private Collection».
1983 року Андерсон повернувся до колег у Yes, кар'єра яких у 1980-х виявилась бурхливішою, ніж у попередньому десятиріччі. Однак внутрішні конфлікти призвели до нового виходу вокаліста з гурту. Після закінчення Андерсоном роботи над сольними альбомами «З Ships» та «In The City Of Angels», поділений на дві фракції гурт почав довгий процес про права на вживання назви Yes.
Тим часом Андерсон концертував зі своєю командою союзників, спочатку виступаючи під назвою Affirmative, а пізніше як Anderson Wakeman Bruford Howe. Остаточно суперечка за назву закінчилась 1991 року спільним записом обох фракцій альбому «Union». Між тим Андерсон знайшов час на запис чергової платівки з Вангелісом під назвою «Page Of Life». Велике турне з примиреними музикантами Yes та студійні сесії до чергового альбому формації («Talk» 1994) не зашкодили вокалісту здійснювати незвично активну сольну діяльність, результатом якої стали аж два видання: «Deseo» з впливами південно-американської музики та «Change We Must», що був витриманий у стилі, який Андерсон завжди пропонував своїм фанам.
Через рік після появи лонгплею «Deseo» музиканти гуртів Trans Global Underground, Deep Forest, Future Sound Of London та Global Commanication за згодою Джона зробили кілька реміксів творів, що входили до цієї платівки. Результатом цього став альбом «Deseo Remixes», який з'явився навесні 1995 року. Наприкінці того ж року артист видав чергову сольну платівку «Angel Embrage», яку зробив у стилі, що нагадує «New Age». 1996 року Андерсон запропонував слухачеві альбом «Toltec», що став результатом поєднання чаруючої музики та культури Толтеків.
Андерсон також співпрацює з композитором Петером Махайдиком.

### Сольна кар'єра

#### 1970-і
Попри те, що участь в Yes завжди стояла для Джона на першому місці, починаючи з 1970-х років він вів досить активне сольне творче життя, випускаючи власні альбоми і приймаючи в ролі запрошеного музиканта в інших проєктах.
Восени 1970 року Андерсон з'явився в ролі запрошеного вокаліста на альбомі Lizard гурту King Crimson. Андерсон згадував: «Вони записувалися неподалік, я був просто зачарований їхньою музикою».
Восени в 1971 році Джон брав участь в записах Джонні Харріса All To Bring You Morning.
В серпні 1975 року Джон Андерсон записався для пісні «So Long Ago, So Clear» грецького композитора і мультиінструменталіста Вангеліса. Пісня з'явилася на альбомі Вангеліса Heaven And Hell]]. Так розпочалася спільна робота цих двох музикантів, що тривала багато років.

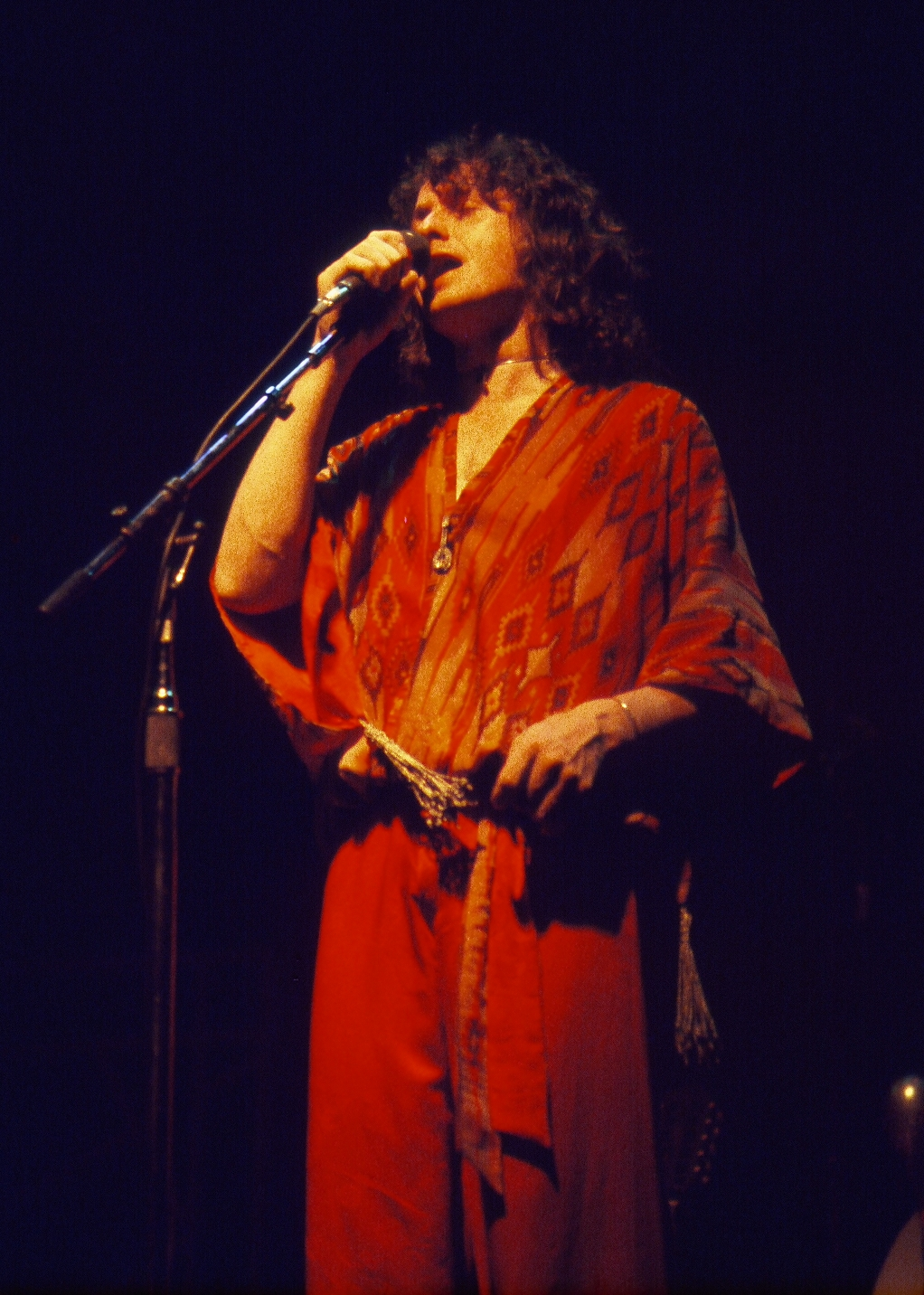
1978 рік

В ході американського тура Yes 1975 року в Андерсона почалася вимальовуватися концепція його першого сольного альбому. З вересня 1975 по квітень 1976 року Джон в одиночку записав альбом Olias Of Sunhillow, не тільки виступив в якості вокаліста, але й виконав партії всіх музичних інструментів (однак, прихильники Вангеліса висловлюють припущення, що Вангеліс, віддавши перевагу внаслідок своїх контрактних зобов'язань залишитися невідомим, виконав частину партій клавішних на цьому альбомі). Альбом вийшов у червні 1976 року, обкладинку розробляв художник Девід Роу. Андерсон називав два джерела, що лежать в основі платівки — книгу Віри Стейнлен Олдер «Зародження Світу» і роботу художника Роджера Діна для обкладинки альбому Yes Fragile. Журналіст газети «Мелоді Мейкер» в рецензії на платівку згадав інший можливий джерело натхнення Андерсона: «Ті, хто захочуть зрозуміти умовності оповідання, що поєднує елементи народних оповідей і гри уяви, можуть звернутися до науково-фантастичного роману Брайана Олдісса „Теплиця або Неймовірний нон-стоп“, досить точно передану атмосферу Olias Of Sunhillow».

## Вокал і лірика
Голос Андерсона часто називають «ангельським». Попри те, що сам він називає себе альт-тенором, вокальна партія Джона в композиції «Owner of a Lonely Heart» є прикладом так званої техніки «змішаного голосу» (відомого також як мікст): верхній (головний) регістр (англ. head voice) (фальцет) і нижній (грудний) регістр (англ. chest voice) (розмовний голос) поступово змішуються. Чим вище голос, тим більше чути фальцет і менше — у нижньому, і навпаки. На піку висоти голосу («yeeows» перед гітарним соло) використовується вже суто фальцет. Інші відомі вокалісти, які володіли цією технікою: Стівен Тайлер (Aerosmith), Х'ю Вілсон (Vertigo), Стінг, Боббі Кімбелл (Toto).
Саме Андерсон відповідальний за більшість віршів і тем містичного змісту в творчості Yes. Ці елементи стали невіддільною частиною групи, відштовхуючи своєю чергою деяких музикантів, найбільше Бруфорда і Вейкмана. Можливо, це стало однією з причин, через які вони свого часу залишили групу. Тексти пісень часто пишуться під враженням від прочитаних Андерсоном книг: від «Війни і миру» Льва Толстого до приміток до «Сіддхартхи» Германа Гессе. Частими темами в ліриці є природа (зокрема, енвайронменталізм), пацифізм і шанування Сонця.
Символізм і експресія у віршах Андерсона в поєднанні з синтаксичною свободою англійської мови породжують найширший спектр тлумачень, що особливо відчутно при перекладах текстів Джона іншими мовами. Хоча сам він неодноразово заявляв, що його вірші — просто супровід до музики і ніякого «прихованого сенсу» в них немає, це не зупиняє допитливих фанатів від нескінченного обговорення лірики Андерсона.

## Дискографія
- 1975: Olias Of Sunhillow
- 1980: Short Stories (як Jon & Vangelis)
- 1980: Song Of Seven
- 1981: Friends Of Mr. Cairo (як Jon & Vangelis)
- 1982: Animation
- 1983: Private Collection (як Jon & Vangelis)
- 1984: The Best Of Jon & Vangelis
- 1984: Greatest Hits (тільки у США)
- 1985: Three Ships
- 1988: In The City Of Angels
- 1991: Page Of Life (як Jon & Vangelis)
- 1992: Dream (разом з Kitaro)
- 1994: Chronicles (як Jon & Vangelis)
- 1994: Deseo
- 1994: Change We Must
- 1995: Deseo Remixes
- 1995: Angel Embrace
- 1996: Toltec
- 1996: Lost Tapes of Opio
- 1997: The Promise Ring
- 1997: Earth Mother Earth
- 1998: The More You Know
- 2010: Survival & Other Stories
- 2011: Open
- 2019: 1000 Hands: Chapter One

У складі гурту The Fellowship
- 2006: In Elven Land: The Fellowship

Разом з Вангелісом у складі Jon & Vangelis:
- 1980: Short Stories
- 1981: The Friends of Mr.Cairo
- 1983: Private Collection
- 1984: The Best of Jon & Vangelis
- 1991: Page of Life
- 1994: Chronicles
- 1998: Page of Life — альтернативна версія, не схвалена Вангелісом